# Echinaria capitata
Echinaria capitata é uma espécie de planta com flor pertencente à família Poaceae. 
A autoridade científica da espécie é (L.) Desf., tendo sido publicada em Flora Atlantica 2: 385–386. 1799.
O seu nome comum é milhã-digitada.

## Portugal
Trata-se de uma espécie presente no território português, nomeadamente em Portugal Continental.
Em termos de naturalidade é nativa da região atrás indicada.

## Protecção
Não se encontra protegida por legislação portuguesa ou da Comunidade Europeia.